# Vârghiș
Vârghiș, alte Schreibweise Vîrghiș [ˈvɨrɟiʃ] (ungarisch Vargyas), ist eine Gemeinde im Kreis Covasna in der Region Siebenbürgen in Rumänien.
Der Ort ist auch unter den rumänisch veralteten Bezeichnungen Varghiaș und Vărghiș bekannt.

## Geographische Lage

Lage der Gemeinde Vârghiș im Kreis Covasna

Der Ort Vârghiș liegt in den Nordostausläufern des Perșani-Gebirges (Munții Perșani) im historischen Szeklerland. Im Nordwesten des Kreises Covasna am gleichnamigen Bach, ein rechter Nebenfluss des Cormoș, und der Kreisstraße (Drum județean) DJ 131 befindet sich Vârghiș neun Kilometer nördlich von der Kleinstadt Baraolt und etwa 65 Kilometer nördlich von der Kreishauptstadt Sfântu Gheorghe (Sankt Georgen) entfernt.

## Geschichte
Der mehrheitlich von Szeklern bewohnte Ort Vârghiș, wurde erstmals 1334 urkundlich erwähnt und ist heute ein bekanntes Holzschnitzerzentrum.
Der archäologische Fund eines Erdwalls mit Steinen befestigt auf dem Gemeindegebiet, entlang des Berges Rika in nord-südliche Richtung, deutet auf eine Besiedlung in die zweite Hälfte des 1. Jahrhunderts.
Zur Zeit des Königreichs Ungarn gehörte der heutige Ort dem Stuhlbezirk Homoród im Komitat Udvarhely (Komitat Oderhellen), anschließend dem historischen Kreis Odorhei und nachher dem heutigen Kreis Covasna an.
Da in Vârghiș die 1807 errichtete Holzkirche für die Anzahl der rumänischen Bevölkerung des Ortes zu klein war, wurde ab 1935 in zwei Jahren eine neue Kirche nach byzantinischem Stil errichtet. Nachdem im Zweiten Wiener Schiedsspruch Nordsiebenbürgen Ungarn zugesprochen wurde, wurde die rumänisch orthodoxe Bevölkerung des Ortes gezwungen, die reformierte Konfession anzunehmen und deren Kirche zerstört. Die Ikonostase der Kirche konnte gerettet werden und befindet sich heute im Museum in Sfântu Gheorghe. An Stelle der 1937 eingeweihten orthodoxen Kirche wurde 2001 ein Marmorkreuz, mit der Abbildung der Kirche, neben der heutigen Grundschule errichtet.
Auf dem Areal des Ortes befindet sich ein Tagebau zur Förderung von Lignit.

## Bevölkerung
Die Bevölkerung der Gemeinde Vârghiș entwickelte sich wie folgt:
| 1850 | 1.474 | 156 | 1.200 | - | 118           |
| 1941 | 2.088 | 10  | 2.077 | 1 | -             |
| 1966 | 2.218 | 155 | 2.026 | - | 37            |
| 2002 | 1.902 | 36  | 1.862 | 1 | 3             |
| 2011 | 1.647 | 10  | 1.612 | - | 25            |
| 2021 | 1.472 | 7   | 1.361 | 2 | 102 (20 Roma) |

Seit 1850 wurde in Vârghiș die höchste Einwohnerzahl 1966 ermittelt. Die höchste Anzahl der Magyaren wurde 1941 der Rumänen (268) 1920, die der Roma (168) 1930 und die der Rumäniendeutschen (8) 1880 registriert.

## Sehenswürdigkeiten
- Die Holzkirche Sf. Arhangheli Mihail și Gavril[9] 1807 und der Holzglockenturm im 19. Jahrhundert errichtet, stehen unter Denkmalschutz.[10]
- Laut Angaben des Verzeichnisses historischer Denkmäler des Ministeriums für Kultur und nationales Erbe (Ministerul Culturii și Patrimoniului Național) stehen mehrere Anwesen in Vârghiș unter Denkmalschutz. Das sind das Anwesen Nr. 80 im 18. Jahrhundert errichtet, das Anwesen Nr. 99 1773, das unter Nr. 106 1873, das unter Nr. 348 1868, beim Anwesen Nr. 396 das Holzhaus 1879 und dessen Eingangstor 1910 errichtet, und weitere sechs Anwesen aus dem 18./19. Jahrhundert stehen unter Denkmalschutz.[10]
- Das Herrenhaus der ungarischen Adelsfamilie Daniel im 16. Jahrhundert errichtet und mehrere Male umgebaut,[11] steht unter Denkmalschutz.[10]
- Der Ort Vârghiș ist auch Ausgangspunkt zur gleichnamigen Klamm dem Naturschutzgebiet Cheile Vârghișului[12] mit ihren zahlreichen Höhlen.[13] Eine der bekanntesten Höhlen ist die Höhle Merești.[14]

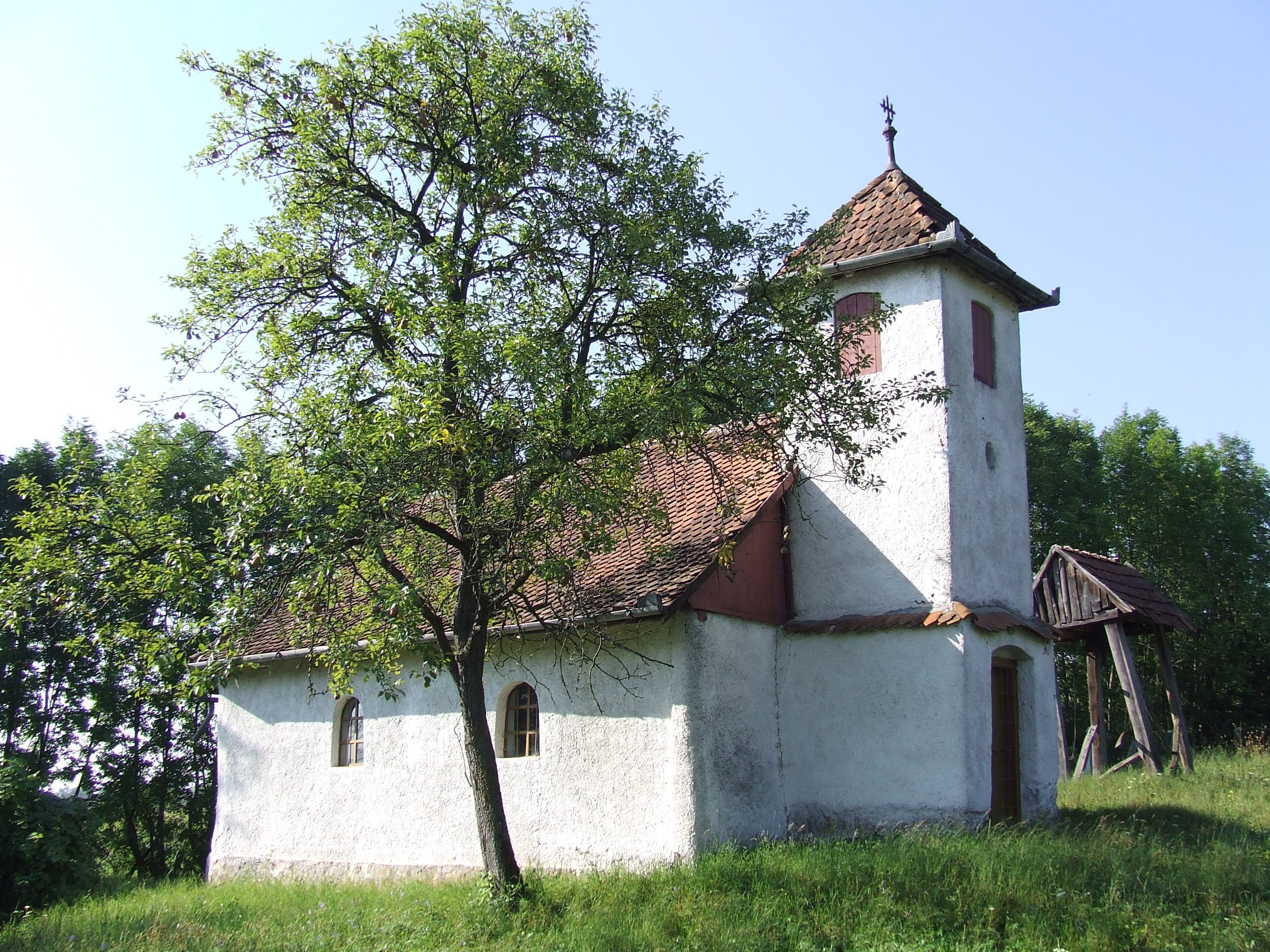
Holzkirche
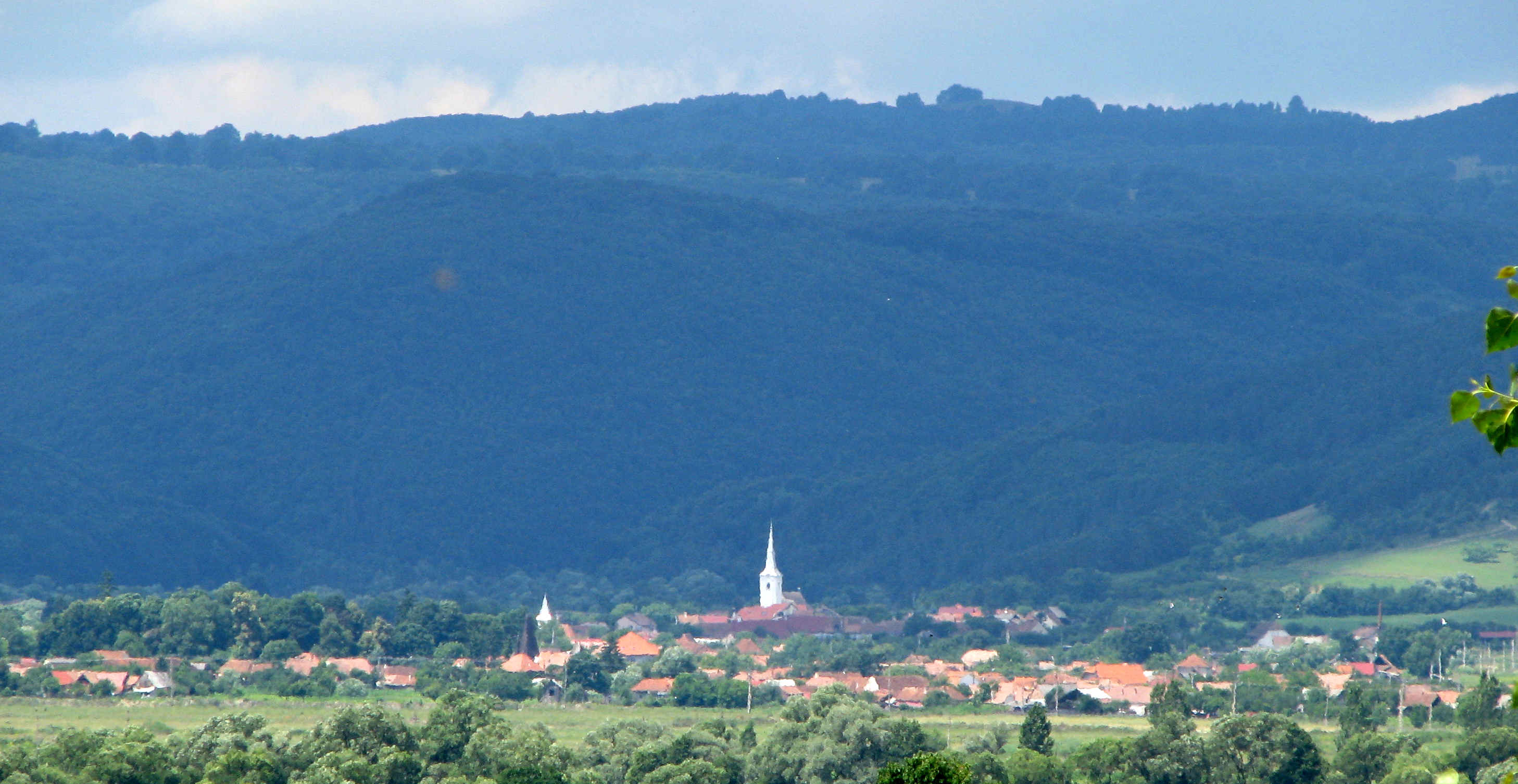
Blick auf Vârghiș
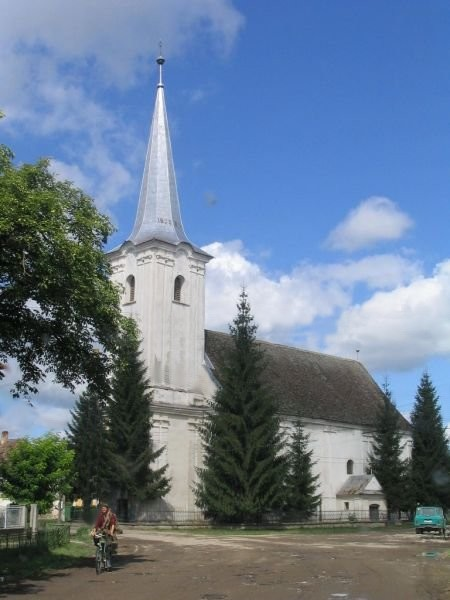
Unitarische Kirche
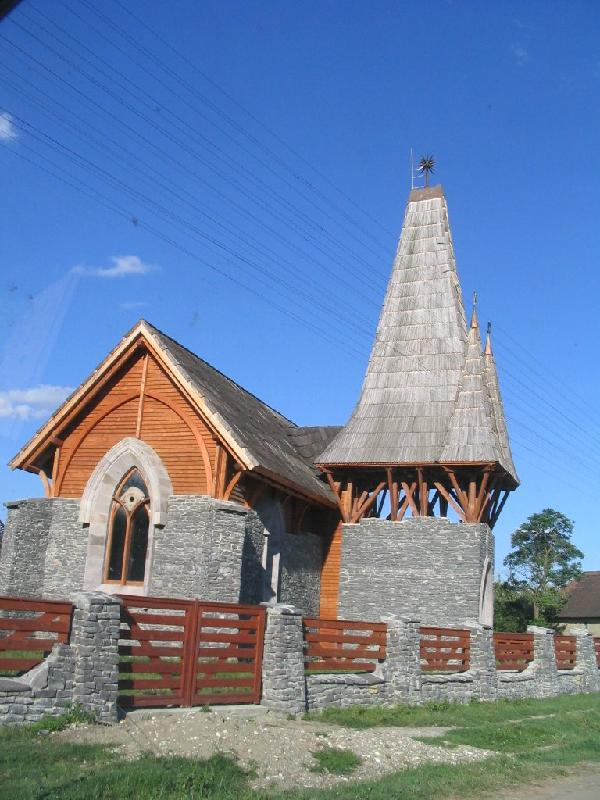
Reformierte Kirche

## Städtepartnerschaften
Vârghiș unterhält Partnerschaften mit den ungarischen Gemeinden Vésztő, Pápakovácsi und Szabadszállás.